# Květa Fialová
Pour les articles homonymes, voir Fialová.
Květa Fialová, née le 1er septembre 1929 à Veľké Dravce et morte le 26 septembre 2017 à Prague, est une actrice tchèque.

## Filmographie

### Films
- 1959 : Princezna se zlatou hvězdou de Martin Frič : la princesse Florindella d'Hyrkánie

### Séries télévisées
- Joséphine, ange gardien